# John McEnroe
John Patrick McEnroe (Wiesbaden, Alemania, 16 de febrero de 1959) es un exjugador de tenis estadounidense, nacido en Alemania. Es considerado uno de los más grandes talentos de la historia del deporte, por sus 7 títulos de Grand Slam, 3 ATP World Tour Finals, 77 títulos individuales y 78 en dobles (9 Grand Slam y 7 Masters, en su mayoría junto a Peter Fleming), que lo hacen el tenista masculino con más títulos combinados en la era abierta, con 156. Fue N.º 1 del ranking ATP tanto en individuales (170 semanas) como en dobles (269 semanas), siendo junto a Stan Smith y Stefan Edberg los únicos en lograrlo. McEnroe también fue N.º 1 del Grand Prix Tennis Circuit en 1979, 1980 y 1984.
Obtuvo siete títulos individuales de Grand Slam: el Abierto de Estados Unidos de 1979, 1980, 1981 y 1984, y el Campeonato de Wimbledon de 1981, 1983 y 1984. Por su parte, fue finalista del Torneo de Roland Garros de 1984 y semifinalista del Abierto de Australia de 1983. En total, alcanzó 11 finales y 19 semifinales de Grand Slam en individuales.
En dobles masculino, triunfó en Wimbledon de 1979, 1981, 1983, 1984 y 1992, y de Estados Unidos de 1979, 1981, 1983 y 1989. En 1977 ganó en Roland Garros en dobles mixto.
McEnroe ganó el Masters Grand Prix de 1978, 1983, 1984 en individuales, y las ediciones 1978, 1979, 1980, 1981, 1982, 1983 y 1984 en dobles. El estadounidense se ubica cuarto en el historial de los másteres con 19 títulos, entre los que resaltan cinco en el Wembley, cuatro en Philadelphia y cuatro en Estocolmo.
El tenista ocupó el puesto número 1 del ranking ATP durante 170 semanas en individuales y 269 semanas en dobles, lo que lo coloca en séptimo y tercero en el historial. Finalizó primero en cuatro temporadas en la clasificación individual y en cinco temporadas en dobles. Con 875 victorias en individuales, es el octavo tenista de la historia con más victorias en el circuito de la ATP.
McEnroe también fue miembro de la selección de Estados Unidos de la Copa Davis, donde lidera el historial de su país con 59 partidos ganados.
Se le recuerda por su habilidad con la raqueta, por sus partidos contra otras grandes leyendas como Björn Borg, Jimmy Connors o Ivan Lendl y por su incontrolable temperamento dentro de la cancha, lo que le ocasionaba muchos problemas con los jueces de silla y árbitros.

## Biografía
Ya de muy joven, McEnroe hizo notar al mundo su gran habilidad con la raqueta, y, con solo 18 años, alcanzó las semifinales de Wimbledon de 1977, tras haber superado la fase previa. Fue la primera vez que alguien procedente de la previa alcanzaba las semifinales del torneo londinense, hecho repetido en 2000 por Vladímir Volchkov. En la semifinal perdió ante quien luego sería uno de sus grandes rivales, Jimmy Connors, en 4 sets.
Poco después entró en la Universidad de Stanford y ganó el título de la NCAA, tanto en individuales como en dobles, en 1978. Luego, se unió al circuito profesional y firmó uno de los primeros contratos del tenis con la marca Nike.
En septiembre de 1978 logró su primer título profesional en Hartford, tras perder en semifinales del Abierto de Estados Unidos ante Connors, y para finales de año ya había conquistado otros 4 títulos y logró clasificarse para el Masters de ese año. McEnroe resultó toda una revelación y su irrupción en el circuito fue tremendamente rápida. A principios del año siguiente jugó el Masters ante su público, en Nueva York, y demostró su clase al ganar todos sus partidos y superar en la final a su compatriota Arthur Ashe.
En 1979 conquistó su primer título de Grand Slam al ganar el Abierto de Estados Unidos tras vencer a Connors en semifinales y a su gran amigo Vitas Gerulaitis en la final, convirtiéndose en el más joven en ganar el torneo (luego superado por Pete Sampras), con 20 años y 6 meses. Ese año conquistó nada menos que 10 títulos de individuales y 17 de dobles, sumando 27 en total, un récord no superado hasta el día de hoy.
El juego de McEnroe combinaba golpes magistrales, aunque no muy potentes, con una volea maestra, considerada una de las mejores de la historia, y un rápido juego de ataque. Sus enormes reflejos le permitían devolver los mejores servicios y passing shots con gran excelencia y variedad de golpes, lo que agradecía intensamente el público. McEnroe destacó pronto por su espíritu competitivo y su temperamento extremadamente fogoso. Las discusiones en los partidos parecían ser un elemento motivador en sus encuentros para sobrellevar situaciones complicadas, aunque lo pusieron en problemas en innumerables ocasiones.

## Las batallas McEnroe-Borg
En 1980, McEnroe alcanzó por primera vez el N.º 1 del mundo en el mes de marzo, y ese año ocupó tal posición durante 4 semanas. En junio alcanzó por primera vez la final de Wimbledon tras vencer a Connors en semifinales en un polémico partido por sus improperios a jueces de línea y de silla. Allí se encontraría con Björn Borg, quien optaba a su quinto título consecutivo en el césped del All England Club.
Luego de ser abucheado a su entrada por su actitud en el partido anterior, McEnroe y Borg darían comienzo al partido casi unánimemente considerado como el mejor partido de tenis de la historia de este deporte (hasta la final de Wimbledon 2008, jugada por el suizo Roger Federer y el español Rafael Nadal). Los medios de comunicación lo bautizaron como “El partido del siglo”. El partido comenzó a favor de McEnroe quien se llevó el primer set por 6-1, a lo que Borg respondió llevándose los dos siguientes. El cuarto set fue de alto nivel y se llegó al desempate (tie-break ) final, en lo que podría haber sido la primera final de Wimbledon en definirse en una "muerte súbita".
En una increíble demostración de concentración y mente fría ambos jugadores no lograban sacarse ventaja. Borg hacía gala de sus passing shots y McEnroe demostraba su sutileza en la volea. Después de 5 match points a favor de Borg (uno salvado por McEnroe con ayuda de la red), y otros 7 set points a favor de “Big Mac” (uno fallado con una volea relativamente fácil) el sueco dejó una volea en la red y se terminó el tie-break, 18-16, a favor del estadounidense tras 20 minutos. A pesar de que muchos suponían en esto una inyección anímica importante en McEnroe y una frustración para Borg que inclinaban el partido hacia el lado del neoyorquino, este no pudo quebrar el saque del sueco en el último set y perdió por 8-6.
McEnroe se desquitó poco después al derrotarlo en la final del Abierto de Estados Unidos también en 5 apasionantes sets. En ese torneo volvió a superar a Connors en semifinales y en cuartos de final a quien años más tarde sería uno de sus grandes rivales, el checo Ivan Lendl.
En 1981 volvió la controversia. Luego de su victoria de segunda ronda en Wimbledon ante Tom Gullikson, fue multado con 1500 dólares y estuvo cerca de ser expulsado del torneo como resultado de una controversia con el umpire Ted James, a quien calificó como “la escoria del mundo” (“the pits of the World”), y otros insultos al árbitro del torneo, Fred Hoyles. En este torneo, McEnroe empleaba frecuentemente la frase “you cannot be serious” para protestar contra los fallos. Años después, se convertiría en el título de su autobiografía. Su rivalidad con Borg se tornaba atractiva por el talento de ambos y por el gran contraste que mostraban, tanto en tipo de juego como en personalidad.
A pesar de las críticas de la prensa británica, que lo apodó como el “SuperBrat” (algo así como “el súper-mocoso”), McEnroe alcanzó de nuevo la final ante Borg. Esta vez prevaleció, ganando en 4 sets y dejando en 41 la racha de partidos consecutivos ganados por el sueco en Wimbledon.
Pero en respuesta a las actitudes de McEnroe en los partidos, el All England Club no le concedió la membresía honoraria del club, un honor normalmente dado a los ganadores de individuales inmediatamente después de la victoria. McEnroe respondió no acudiendo a la cena de campeones por la noche. Preguntado por este asunto respondió: “Quería pasar la noche con mi familia, mis amigos y la gente que me ha alentado y no con un montón de estirados de entre 70 y 80 años que te dicen que estás actuando como un imbécil”.
En el Abierto de Estados Unidos, tras una dura batalla de 5 sets con Vitas Gerulaitis en semifinales, McEnroe se vio las caras por última vez con Borg y triunfó en 4 sets en la final. Se convirtió en el primer hombre desde los años 1920 en ganar tres Abiertos de EE. UU. consecutivos. Borg dejó sorpresivamente la actividad antes de comenzar la temporada de 1982. McEnroe terminó el 81 por primera vez como N.º 1 del mundo, relegando a Borg al N.º2, con 9 títulos individuales.

## Años como el mejor del mundo: 1981-1984
Con el retiro de Borg, McEnroe se afianzó aún más como N.º 1 del mundo y ocupó este puesto durante casi todo el año 1982 (salvo por una semana, destronado por Jimmy Connors). En Wimbledon accedió a la final tras victorias ante Johan Kriek (campeón del Abierto de Australia en 1981) en cuartos y Tim Mayotte en semifinales. En la final sufrió un duro revés ante Connors, quien ya lo había vencido en la final del torneo del Club Queen’s poco tiempo antes. Connors, tras vencer en el tie-break del cuarto set, mantuvo una intensidad de juego que no pudo ser contrarrestada por McEnroe. En el Abierto de Estados Unidos perdió en semifinales en sets corridos ante la nueva sensación del tenis, Ivan Lendl. En el Masters de ese año, el resultado fue parecido, con una victoria de Lendl en sets corridos en la final. A pesar de no ganar ningún torneo grande, McEnroe se coronó por segundo año consecutivo como N.º 1 del mundo.
En 1983 tras una buena actuación en el Torneo de Roland Garros, donde perdió en cuartos de final ante Mats Wilander, McEnroe no pasó sobresaltos para alzarse con su segundo título en Wimbledon, con victorias ante Lendl en semifinales y Chris Lewis en la final por 6-2 6-2 6-2. Luego de ser sorprendido por Bill Scanlon en el Abierto de EE. UU., “Big Mac” participó por primera vez en el Abierto de Australia, donde fue derrotado por Wilander en semifinales, quien no era candidato jugando sobre césped. McEnroe se consagró por tercer año consecutivo como N.º 1 del mundo. Más tarde se desquitaría en el Masters, donde venció a Wilander en semifinales y a Lendl en la final.
1984 fue sin duda el mejor año de McEnroe y uno de los años más dominantes por parte de un tenista en la Era Abierta. McEnroe se alzó con 13 títulos y un récord de 82 victorias y 3 derrotas, un 96% de victorias, récord para un solo año hasta el día de hoy. Luego de ayudar a Estados Unidos a ganar la Copa del Mundo por Equipos llegó por primera y única vez a la final de Roland Garros tras derrotar a Connors en semifinales. Luego de mantener una ventaja de dos sets sobre Ivan Lendl en la final, sus exabruptos temperamentales lo sacaron de partido, lo que fue aprovechado por el checo quien lo derrotó en 5 dramáticos sets. Con esta derrota terminó una racha de 39 victorias consecutivas. A pesar de este revés, John se recuperó rápidamente y alcanzó su quinta final consecutiva en Wimbledon aplastando en la final a Connors por 6-1 6-1 6-2. Su venganza contra Lendl llegó en el Abierto de Estados Unidos. Tras vencer a Connors en 5 disputados sets en las semifinales, McEnroe se deshizo de Lendl en sets corridos para levantar su séptimo Grand Slam y su cuarto Abierto de EE. UU.. Este sería el último en la carrera del neoyorquino. Terminó el año como el indiscutible N.º 1 por cuarto año consecutivo y se llevó el Masters, con una victoria sobre Lendl en la final.
En 1985 hizo un gran papel en casi todos los torneos donde jugó, aunque los de Grand Slam le serían esquivos. Alcanzó las semifinales en Roland Garros, donde perdió con Wilander, y posteriormente fue fácilmente derrotado por el sudafricano Kevin Curren en los cuartos de final de Wimbledon. El Abierto de EE. UU. de 1985 fue su última final de un torneo grande. Tras derrotar en un arduo partido de 5 sets a Wilander en semifinales, el checo Lendl se tomó revancha de la final del año anterior para alzarse con su primer título en Flushing Meadows, en su cuarta final consecutiva. En su segunda participación en Australia, McEnroe fue eliminado por Slobodan Zivojinovic en cuartos de final. Ese año cedió el N.º 1 del mundo ante la consistencia de Ivan Lendl.

## Temporada de descanso
Para 1986 la presión de jugar al más alto nivel había desgastado por demás a McEnroe, y decidió tomarse 6 meses de descanso de las canchas. Durante este período se casó con la actriz Tatum O'Neal con quien tendría 3 hijos (Kevin, Sean y Emily). Al retornar al circuito, perdió en primera ronda del Abierto de EE. UU.; luego ganó otros 3 títulos. De todas formas, McEnroe nunca pudo volver a recobrar la forma que lo había colocado en la cima. En 1987 no logró ningún título en el año por primera vez en su carrera profesional, y se tomó otros 7 meses de vacaciones tras ser suspendido por 2 meses y multado con 17.500 dólares por mala conducta y abuso verbal en el Abierto de EE. UU..

## Éxito en dobles
McEnroe posee la racha más larga de semanas como N.º 1 del escalafón de dobles, con un total de 257. Junto a su compatriota  Peter Fleming formó una poderosa pareja que conquistó 57 títulos, incluidos 4 Wimbledon y 3 Abierto de EE. UU.. Fleming siempre fue modesto al mencionar su participación en la pareja, diciendo alguna vez que "la mejor pareja de dobles del mundo es John McEnroe y cualquier otro". McEnroe ganó un quinto título en Wimbledon con Michael Stich y un cuarto Abierto de EE. UU. con Mark Woodforde. También se adjudicó el dobles mixto del Abierto de Francia de 1977 con su compañera de entrenamiento en la infancia, Mary Carillo.
La razón por la cual McEnroe disputaba tanto partidos de individuales como de dobles es porque creía que jugar partidos era el mejor entrenamiento.
Preguntado acerca de su elección para los mejores tenistas de la historia, el sueco Matts Wilander mencionó a McEnroe en el 5.º lugar, junto a Connors y Lendl, pero añadió: "De todos los jugadores de tenis es quien tenía el mayor potencial, pero no fue capaz de aprovecharlo al máximo. Estoy seguro de que se habrá reprochado más de una vez por no haberse convertido en el mejor de todos los tiempos. Creía en mejorar jugando e ignoraba la práctica habitual. Si hubiera entrenado normalmente como todos los profesionales, el cielo era el límite".

## Copa Davis
McEnroe fue el responsable de reavivar el interés de los norteamericanos por la Copa Davis. Debutó en 1978 en el dobles junto a Brian Gottfried ante Chile en Santiago con una victoria. Participó en la final de ese año ante Gran Bretaña triunfando en sus dos partidos de individuales para llevar la Copa por primera vez desde 1972, y la primera vez que EE. UU. la ganaba con jugadores profesionales.
McEnroe continuó siendo uno de los ejes del equipo estadounidense de Copa Davis a lo largo de 14 años. En 1979 ganó sus dos individuales en la final ante Italia, obteniendo la segunda ensaladera consecutiva. En 1981 aportó los tres puntos con los que Estados Unidos derrotó a Argentina en Cincinnati. Al siguiente año volvió a repetir tres victorias en la final, esta vez ante Francia en Grenoble. En 1984 llevó a su equipo a la final en Gotemburgo ante Suecia, donde perdió uno de sus tres partidos del año ante Henrik Sundstrom y no pudo lograr una nueva ensaladera.
En 1992 formó parte del denominado "Dream Team" de Copa Davis, junto a Pete Sampras, Andre Agassi y Jim Courier participando en dobles en las 4 series rumbo al título, las últimas dos junto a Sampras.
Rompió varios récords en el equipo estadounidense incluyendo años jugados (13), series disputadas (30), victorias en individuales (41) y total de victorias en individuales y dobles (59). Junto a Fleming, ganó 14 de los 15 partidos jugados en dobles. Jugó tanto los individuales como el dobles en 13 series.
Una de sus memorables actuaciones fue la victoria en 6h 32m ante Mats Wilander en la victoria de EE. UU., por 3-2, sobre Suecia, en los cuartos de final de 1982. El resultado fue 9-7 6-2 15-17 3-6 8-6.
También ayudó a su país a conquistar la Copa del Mundo por Equipos de 1984 y 1985.

## Sus últimos años en el circuito
Tras dos años (1987 y 1988) decepcionantes para un jugador de su categoría, en los que jugó muy poco pero igualmente consiguió dos títulos (Detroit y Tokio en 1988), McEnroe recobró algo de su forma para el final de su carrera.
En 1989 arrancó el año alcanzando los cuartos de final en el Abierto de Australia (pierde con Lendl), y ganando sus dos partidos de individuales por la Copa Davis ante Suecia. En Wimbledon derrotó a Wilander en cuartos de final y fue derrotado en semifinales por el también sueco Stefan Edberg. Ganó además tres títulos, incluido el “Masters” del último tour de campeones del WCT (World Championship Tennis) de la historia (en Dallas). Volvió a clasificarse para el torneo Masters, perdiendo en semifinales con Boris Becker.
En 1990 alternó buenas y malas actuaciones. En su partido de octavos de final del Abierto de Australia ante Mikael Pernfors, fue descalificado por insultar al umpire, al supervisor y al árbitro. Fue advertido por intimidar a una jueza de línea y se le descontó un punto al romper una raqueta. Aparentemente sin conocer el nuevo Código de Conducta, introducido antes del torneo, que implicaba la inmediata descalificación del jugador ante una tercera advertencia (en vez de la deducción de un juego como era hasta ese entonces), Big Mac dirigió una cadena de insultos al umpire, quien dictaminó su suspensión. La buena actuación del año fue en el Abierto de EE. UU., donde alcanzó semifinales y fue derrotado por el entonces novato Pete Sampras quien luego se haría con el torneo. Ese año ganó un título (en Basilea después de una batallada final de 5 sets ante Goran Ivanišević) y fue la última vez que ocupó un puesto de top-ten (terminó el año N.º 13).
En 1991 logró su último título en Chicago derrotando a su hermano Patrick pero su declive ya era evidente. En Wimbledon alcanzó los octavos de final y terminó el año siendo el N.º28.
1992 fue su último año como profesional y su mayor recuerdo de ese año es haber formado el equipo de Copa Davis ganador junto a Andre Agassi, Pete Sampras y Jim Courier, denominado el Dreamteam. McEnroe participó en el dobles junto a Sampras en la final, ante Suiza. Tuvo una buena actuación en el Abierto de Australia, donde derrotó en tres sets al tercer preclasificado, Boris Becker, en tercera ronda, y al 13.º, Emilio Sánchez, en octavos de final (8-6 en el quinto set), siendo eliminado en cuartos ante el sudafricano Wayne Ferreira. Ese último año realizó también un excelente Wimbledon, donde conquistó su quinto título de dobles, esta vez junto a Michael Stich, mientras que en categoría individual alcanzó las semifinales, donde cayó ante Andre Agassi, a la postre vencedor del torneo. Se retiró del tenis en un digno 20.º lugar del escalafón.

## Luego del retiro

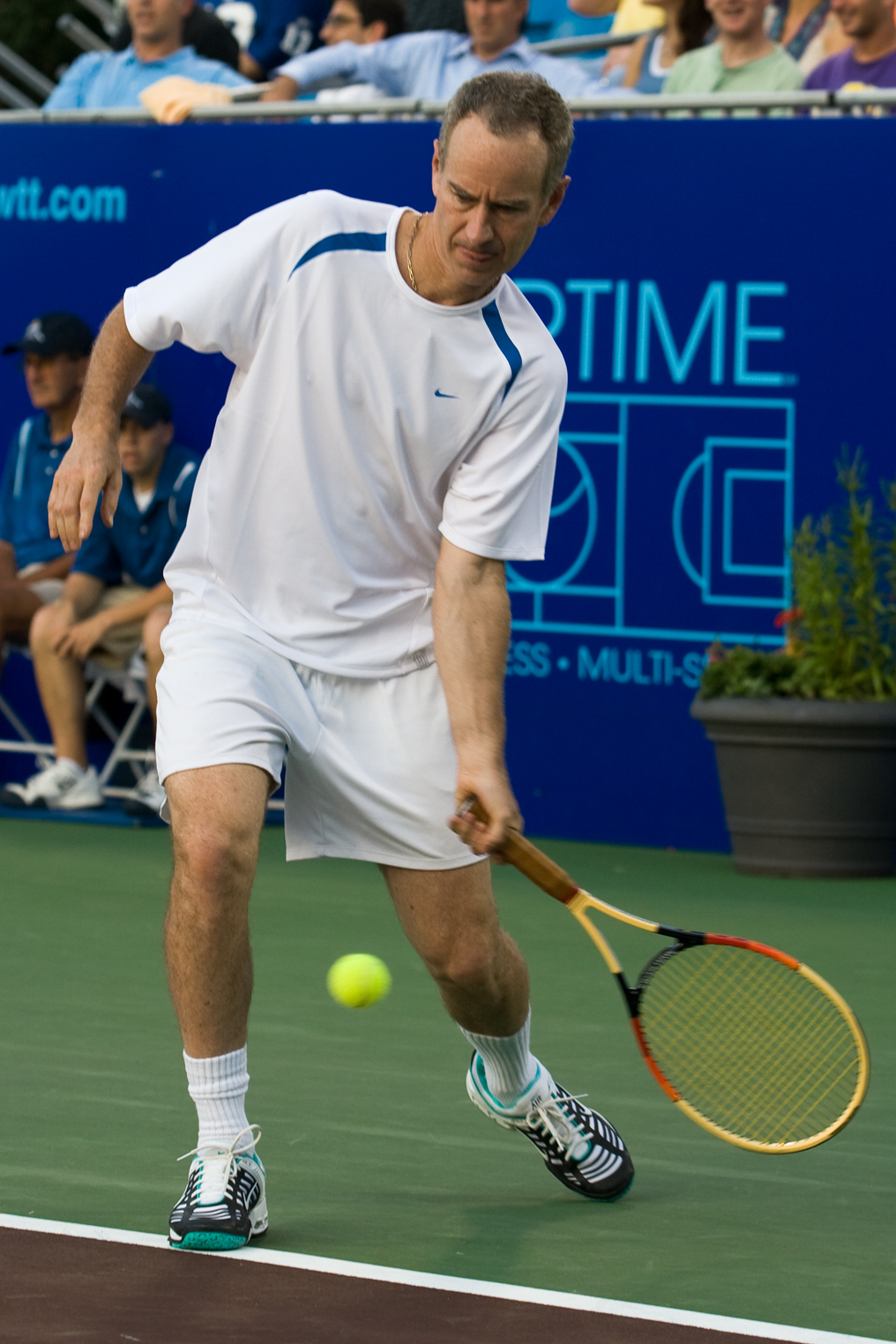
John McEnroe

McEnroe se divorció de Tatum O'Neal en 1992 y se casó en 1997 con la cantante Patty Smyth, con la que tuvo dos hijos.
En 1999 fue introducido en el Salón Internacional de la Fama del Tenis. Ese mismo año se le nombró también capitán del equipo estadounidense de Copa Davis. Al año siguiente, en dicho torneo, luego de dos victorias ante Zimbabue y República Checa, Estados Unidos perdió en semifinales ante España en la ciudad de Santander. Tras 14 meses, McEnroe renunció a su cargo citando su frustración con el programa y el formato de la Copa Davis como dos de sus principales razones. El cargo fue tomado por su hermano, Patrick.
En 2002 escribió su autobiografía "You cannot be serious". En este cuenta varias historias sobre las realidades del tour, el papel de las corporaciones en el tenis y sus abusos de drogas fuera de las canchas.
En 2004, condujo en televisión un talk show titulado McEnroe. El programa fue muy poco popular, obteniendo dos veces 0.0 de Nielsen rating, y fue cancelado tras cinco meses de emisión. También condujo un programa de preguntas y respuestas tanto en Estados Unidos como en Inglaterra, pero tampoco tuvo éxito. En la película Wimbledon, de 2004, McEnroe hizo el papel de sí mismo.
Actualmente posee una galería de arte en Manhattan.
Forma parte del circuito sénior Merryl Lynch Tour of Champions y del Outback Champions Series. Es una de las principales figuras de las transmisiones televisivas de tenis en los Estados Unidos, haciendo de comentarista en los grandes torneos. Muchos de sus comentarios han generado grandes polémicas. Su nivel de juego continúa siendo envidiable, y en eventos de caridad y en World Team Tennis ha vencido a jugadores de élite como Mardy Fish y Mark Philippoussis.

## Su vuelta al circuito
En 2006, entonado por sus buenas actuaciones en el sénior tour, volvió al profesionalismo para disputar dos torneos de dobles, junto al especialista sueco Jonas Björkman.
En su primera aparición en el profesionalismo desde 1992, McEnroe se llevó el título en el Torneo de San José y se convirtió en el jugador más veterano en la era abierta en ganar un título, con 47 años y 3 días. Esto significó que McEnroe ganó títulos en 4 décadas diferentes y superó a Tom Okker en el segundo puesto de jugadores con más títulos de dobles (70, por detrás de Todd Woodbridge). En su segunda aparición, en Estocolmo, perdió en cuartos de final.

## Clasificación histórica
| Torneo                  | 1977 | 1978 | 1979 | 1980 | 1981 | 1982 | 1983 | 1984 | 1985 | 1986 | 1987 | 1988 | 1989 | 1990         | 1991         | 1992         | SR          | G-P         | Win %       |
| ----------------------- | ---- | ---- | ---- | ---- | ---- | ---- | ---- | ---- | ---- | ---- | ---- | ---- | ---- | ------------ | ------------ | ------------ | ----------- | ----------- | ----------- |
| Torneos Grand Slam      |      |      |      |      |      |      |      |      |      |      |      |      |      |              |              |              |             |             |             |
| Abierto de Australia    |      |      |      |      |      |      | SF   |      | CF   | ND   |      |      | CF   | 4R           |              | CF           | 0 / 5       | 18–5        | 78.26       |
| Roland Garros           | 2R   |      |      | 3R   | CF   |      | CF   | F    | SF   |      | 1R   | 4R   |      |              | 1R           | 1R           | 0 / 10      | 25–10       | 71.43       |
| Wimbledon               | SF   | 1R   | 4R   | F    | G    | F    | G    | G    | CF   |      |      | 2R   | SF   | 1R           | 4R           | SF           | 3 / 14      | 59–11       | 84.29       |
| US Open                 | 4R   | SF   | G    | G    | G    | SF   | 4R   | G    | F    | 1R   | CF   | 2R   | 2R   | SF           | 3R           | 4R           | 4 / 16      | 66–12       | 84.62       |
| Win–Loss                | 9–3  | 5–2  | 9–1  | 15–2 | 18–1 | 11–2 | 18–3 | 20–1 | 18–4 | 0–1  | 4–2  | 5–3  | 10–3 | 8–3          | 5–3          | 12–4         | 7 / 45      | 167–38      | 81.55       |
| Campeonato Final de Año |      |      |      |      |      |      |      |      |      |      |      |      |      |              |              |              |             |             |             |
| The Masters             |      | G    | SF   | RR   | SF   | F    | G    | G    | 1R   |      |      |      | SF   |              |              |              | 3 / 9       | 19–11       | 63.33       |
| WCT Finals              |      |      | G    | F    | G    | F    | G    | G    | CF   |      | F    |      | G    | No Disputado | No Disputado | No Disputado | 5 / 9       | 21–4        | 84.00       |
| Ganados-Perdidos        |      | 5–0  | 5–2  | 2–4  | 5–2  | 4–2  | 6–0  | 6–0  | 0–2  |      | 2–1  |      | 5–2  |              |              |              | 8 / 18      | 40–15       | 72.73       |
| Ranking Final Año       | 21   | 4    | 3    | 2    | 1    | 1    | 1    | 1    | 2    | 14   | 10   | 11   | 4    | 13           | 28           | 20           | $12,547,797 | $12,547,797 | $12,547,797 |

## Su fama fuera del tenis
Su irascibilidad ha hecho famoso a McEnroe y ha aparecido mencionado fuera del ámbito del tenis en muchas ocasiones. En 1982, luego de su última victoria ante Borg, el impresionista británico Roger Kitter grabó una cinta denominada 'Chalk Dust: The Umpire Strikes Back' en donde hacía una parodia de McEnroe perdiendo las formas ante un árbitro en un partido. La nomenclatura de la grabación fue 'The Brat' y alcanzó el Top 20 en la lista de más escuchados. También es referenciado por el grupo de rock francés Dyonisos en su álbum 'Western Sous La Neige' en varias canciones. También fue parodiado en el programa británico Spitting Image donde él y su esposa Tatum gritaban frecuentemente y se tiraban cosas entre ellos.
En el hit "Jump Around" del grupo House of Pain, se escucha en el segundo verso: 'Serviré tu trasero como John McEnroe'.
Aparece en el episodio N.º23, "Todo lo que sube", de la tercera temporada de CSI: New York interpretándose a sí mismo.
En un capítulo de Halloween de 2003 de la serie de TV Homestar Runner, el personaje principal se viste como John McEnroe. En un huevo de Pascua al final del dibujo animado se ve una versión en mascota del personaje principal haciendo uno de los conocidos desplantes furiosos de Big Mac.
En un anuncio de la firma de automóviles SEAT para su modelo SEAT Altea el mismo McEnroe aparece gritando su conocido "¡Claramente adentro de la línea!" a un policía que le ha multado por mal estacionamiento. Tuvo fugaces apariciones en las películas Mr. Deeds en 2002, Anger Management en 2003, Mamma mía! y No te metas con Zohan en 2008 y Jack and Jill en 2011.
Ha aparecido en los últimos anuncios de Nike junto a su hermano Patrick y la tenista rusa María Sharápova. El sistema de repetición instantánea usado por la CBS y otras redes fue nombrado MacCam en su nombre.
Aparece como él mismo en el episodio 5 de la temporada 6 de Curb your Enthusiasm. Larry David lo lleva en limusina a un concierto de Paul McCartney en Los Ángeles. Forma parte del desenlace de la trama debido al carácter irascible de ambos personajes.
Apareció en el vídeo del sencillo del grupo Lonely Island "I Just Had Sex" en 2010.
En 2020 hizo de narrador de la serie original de Netflix Yo nunca (serie), donde narra la historia de una adolescente india.